# Gegants del Carrer Lorenzana d'Olot
Els gegants del Carrer Lorenzana d'Olot eren coneguts per la gent d'Olot com els Gegants de can Barberí, una antiga foneria l'origen de la qual es remunta al segle xviii. Van ser estrenats l'any 1902 amb motiu de la festa de Can Barberí per Sant Llorenç, el mes d'agost.

## Història
L'autor de les imatges fou Jaume Ferrarons, treballador del taller d'imatgeria El Arte Cristiano. El ball, executat pels geganters del comú, era un vals compost expressament per a ells, obra d'Antoni Moner.
La vestimenta d'aquests gegants era molt vistosa: el Gegant duia un casc de guerrer amb una crinera vermella, una túnica i un mantell. Portava un sabre lluent i corbat a la mà dreta i un pergamí enrotllat a l'esquerra. Sembla que una de les característiques més pintoresques era el seu bigotàs. La vestimenta de la Gegantessa era discretament elegant; l'esclavina de brocat, que li realçava el coll, gairebé autèntica. Duia un pentinat amb molta gràcia i unes arracades de pedreria. A la mà dreta hi portava un ventall i a l'esquerra, un mocador de puntes.
Foren venuts l'any 1916 - quan la festa ja s'havia deixat de celebrar - a l'Ajuntament de Banyoles per la quantitat de 450 pessetes. També se'ls cedí la música, per la qual cosa l'Ajuntament de Banyoles va aprovar que hi anés gent d'Olot per ensenyar- los el ball.
Cal dir que els Gegants van tenir un final desagradable: l'any 1936 foren cremats públicament davant la casa de la vila.